# كريستوفر هانستين (سياسي)
كريستوفر هانستين هو قاضي وسياسي نرويجي، ولد في 26 سبتمبر 1822، وتوفي في 10 مارس 1912. انتخب Justice of the Supreme Court of Norway ‏ وانتخب نائب عضو برلمان النرويج ‏ عن دائرة Kristiania, Hønefoss og Kongsvinger ‏ خلال فترته النيابية ‏ (1868 – 1870).